# Patrick Reid (deportista)
Patrick Reid es un deportista jamaicano que compitió en atletismo adaptado y natación adaptada. Ganó cinco medallas en los Juegos Paralímpicos de Verano en los años 1972 y 1980.

## Palmarés internacional
| Juegos Paralímpicos | Juegos Paralímpicos   | Juegos Paralímpicos | Juegos Paralímpicos |
| Año                 | Lugar                 | Medalla             | Prueba              |
| ------------------- | --------------------- | ------------------- | ------------------- |
| 1972                | Heidelberg (RFA)      | Medalla de oro      | Disco 1B            |
| 1972                | Heidelberg (RFA)      | Medalla de oro      | Pentatlón 1B        |
| 1980                | Arnhem (Países Bajos) | Medalla de bronce   | Pentatlón 1C        |

| Juegos Paralímpicos | Juegos Paralímpicos | Juegos Paralímpicos | Juegos Paralímpicos |
| Año                 | Lugar               | Medalla             | Prueba              |
| ------------------- | ------------------- | ------------------- | ------------------- |
| 1972                | Heidelberg (RFA)    | Medalla de oro      | 25 m braza 1B       |
| 1972                | Heidelberg (RFA)    | Medalla de bronce   | 25 m espalda 1B     |